# 1080
Năm 1080 trong lịch Julius.